# (289) Nenetta
(289) Nenetta est un astéroïde évoluant dans la ceinture principale, découvert par l'astronome français Auguste Charlois depuis l'observatoire de Nice le 10 mars 1890.
Son nom vient du mot nénette employé en langage familier pour désigner une jeune femme.
(289) Nenetta est un astéroïde de type A, donc riche (> 80 %) en olivine, au moins en ce qui concerne les roches de sa surface.